# Русский Шелдаис
Русский Шелдаис — село в Спасском районе Пензенской области. Административный центр Татарско-Шелдаисского сельсовета.

## География
Находится в северо-западной части Пензенской области на расстоянии приблизительно 14 км на юг от районного центра города Спасска на левом берегу реки Шелдаис.

## История
Известно с 1782 года как помещичья деревня Шелдаис (или Лямбур). Около 1800 года отмечалась как Шелдаис или Салтыково (по фамилии тогдашнего помещика). В 1867 году построена деревянная Никольская церковь. В 1911 году — центр Шелдаисской волости Керенского уезда, 2 крестьянских общества (русских и татар), 346 дворов, церковь, мечеть, церковноприходская и татарская школы, 8 ветряных мельниц, кузница, 8 лавок. В 2004 году 118 хозяйств.

## Население
Численность населения: 123 человека (1782 год), 481 (1864), 587 (1877), 672 (1897), 605 (1939), 505 (1959), 304 (1979), 204 (1989), 338 (1996). Население составляло 303 человека (русские 92 %) в 2002 году, 286 — в 2010.